# Besset
Besset (auf Okzitanisch Becet) ist eine französische Gemeinde mit 165 Einwohnern (Stand 1. Januar 2022) im Département Ariège in der Region Okzitanien. Sie gehört zum Kanton Mirepoix und zum Arrondissement Pamiers.
Nachbargemeinden sind Mirepoix im Norden, La Bastide-de-Bousignac im Südosten, Dun im Südwesten und Coutens im Westen.

## Bevölkerungsentwicklung

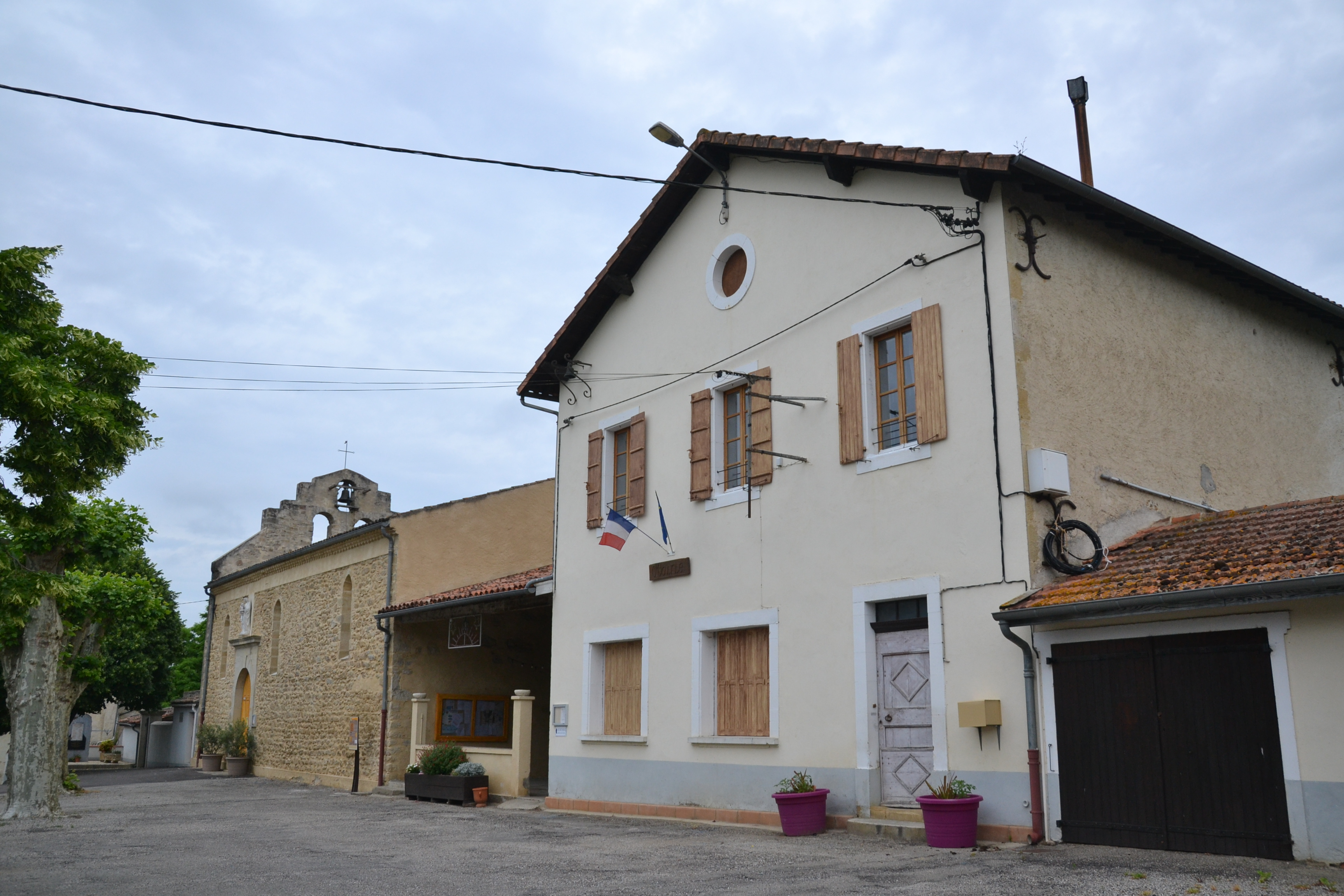
Die Kirche Notre-Dame (links) und die Mairie von Besset

| Jahr      | 1962 | 1968 | 1975 | 1982 | 1990 | 1999 | 2008 | 2015 |
| --------- | ---- | ---- | ---- | ---- | ---- | ---- | ---- | ---- |
| Einwohner | 112  | 88   | 98   | 114  | 123  | 119  | 144  | 166  |